# Лудзя
Лудзя — река в России, протекающая по территории Увинского и Вавожского района Удмуртской Республики. Устье реки находится в 109 км по правому берегу реки Вала. Длина реки составляет 19 км. Площадь бассейна — 93,3 км².
Исток находится у деревни Овражино в 20 км к югу от посёлка Ува. Река течёт на юго-запад, протекает деревни Овражино, Тимофеевское и Косоево. Впадает в Валу выше деревни Ломеслуд.

## Данные водного реестра
По данным государственного водного реестра России относится к Камскому бассейновому округу, водохозяйственный участок реки — Вятка от водомерного поста посёлка городского типа Аркуль до города Вятские Поляны, речной подбассейн реки — Вятка. Речной бассейн реки — Кама.
Код объекта в государственном водном реестре — 10010300512111100039320.